# Élections municipales de 2026 en Indre-et-Loire
Pour un article plus général, voir Élections municipales françaises de 2026.
Les élections municipales en Indre-et-Loire sont prévues en mars 2026. Cette page ne traite que les communes de 3 000 habitants et plus en Indre-et-Loire.

## Résultats à l'échelle du département

### Maires sortants et maires élus
| Commune                    | Population (en 2022) | Maire sortant(e)       | Parti | Parti | Maire élu(e) | Parti | Parti |
| -------------------------- | -------------------- | ---------------------- | ----- | ----- | ------------ | ----- | ----- |
| Amboise                    | 13 132               | Brice Ravier           |       | PS    |              |       |       |
| Azay-sur-Cher              | 3 127                | Janick Alary           |       | DVG   |              |       |       |
| Azay-le-Rideau             | 3 415                | Sylvia Pascaud-Gaurier |       | DVD   |              |       |       |
| Ballan-Miré                | 8 347                | Thierry Chailloux      |       | SE    |              |       |       |
| Bléré                      | 5 340                | Fabien Nebel           |       | DVC   |              |       |       |
| Bourgueil                  | 3 648                | Benoît Baranger        |       | DVG   |              |       |       |
| Chambray-lès-Tours         | 11 877               | Christian Gatard       |       | DVG   |              |       |       |
| Chanceaux-sur-Choisille    | 3 509                | Christian Druelle      |       | DVD   |              |       |       |
| Château-Renault            | 4 560                | Brigitte Dupuis        |       | LR    |              |       |       |
| Chinon                     | 8 121                | Jean-Luc Dupont        |       | LR    |              |       |       |
| Cinq-Mars-la-Pile          | 3 943                | Sylvie Pointreau       |       | DVG   |              |       |       |
| Descartes                  | 3 289                | Bruno Méreau           |       | SE    |              |       |       |
| Esvres                     | 6 264                | Jean-Christophe Gassot |       | LR    |              |       |       |
| Fondettes                  | 10 917               | Cédric de Oliveira     |       | LR    |              |       |       |
| Joué-lès-Tours             | 38 432               | Frédéric Augis         |       | LR    |              |       |       |
| Langeais                   | 4 370                | Fabrice Ruel           |       | PS    |              |       |       |
| Loches                     | 6 233                | Marc Angenault         |       | DVD   |              |       |       |
| Luynes                     | 5 081                | Bertrand Ritouret      |       | LR    |              |       |       |
| La Membrolle-sur-Choisille | 3 270                | Sébastien Marais       |       | LR    |              |       |       |
| Monnaie                    | 4 785                | Jacques Lemaire        |       | DVD   |              |       |       |
| Montbazon                  | 4 839                | Sylvie Giner           |       | LR    |              |       |       |
| Montlouis-sur-Loire        | 11 261               | Vincent Morette        |       | PS    |              |       |       |
| Monts                      | 8 031                | Laurent Richard        |       | DVG   |              |       |       |
| Nazelles-Négron            | 3 682                | Cyrille Martin         |       | DVC   |              |       |       |
| Notre-Dame-d'Oé            | 4 358                | Patrick Lefrançois     |       | DVG   |              |       |       |
| La Riche                   | 10 349               | Sébastien Clément      |       | DVG   |              |       |       |
| Rochecorbon                | 3 220                | Emmanuel Duménil       |       | DVD   |              |       |       |
| Saint-Avertin              | 15 075               | Laurent Raymond        |       | UDI   |              |       |       |
| Saint-Cyr-sur-Loire        | 16 766               | Philippe Briand        |       | LR    |              |       |       |
| Saint-Martin-le-Beau       | 3 193                | Alain Schnel           |       | SE    |              |       |       |
| Saint-Pierre-des-Corps     | 15 698               | Olivier Conte          |       | DVD   |              |       |       |
| Sainte-Maure-de-Touraine   | 4 118                | Michel Champigny       |       | LR    |              |       |       |
| Savonnières                | 3 346                | Nathalie Savaton       |       | DVD   |              |       |       |
| Tours                      | 138 668              | Emmanuel Denis         |       | LÉ    |              |       |       |
| Veigné                     | 6 734                | Patrick Michaud        |       | UDI   |              |       |       |
| Véretz                     | 4 682                | Gilles Augereau        |       | DVD   |              |       |       |
| La Ville-aux-Dames         | 5 575                | Alain Bénard           |       | DVD   |              |       |       |
| Vouvray                    | 3 397                | Brigitte Pineau        |       | SE    |              |       |       |

### Résultats en nombre de maires
| Partis       | Partis                               | Maires sortants | Maires élus | Évolution |
| ------------ | ------------------------------------ | --------------- | ----------- | --------- |
|              | Les Républicains                     | 10              |             |           |
|              | Divers droite                        | 9               |             |           |
| Total droite | Total droite                         | 19              |             |           |
|              | Divers gauche                        | 7               |             |           |
|              | Parti socialiste                     | 3               |             |           |
|              | Les Écologistes                      | 1               |             |           |
| Total gauche | Total gauche                         | 11              |             |           |
|              | Divers centre                        | 2               |             |           |
|              | Union des démocrates et indépendants | 2               |             |           |
| Total centre | Total centre                         | 4               |             |           |
|              | Sans étiquette                       | 4               |             |           |
| Total        | Total                                | 38              | 38          | -         |

## Résultats dans les communes de plus de 3 000 habitants

### Amboise
- Maire sortant : Brice Ravier (PS)
- 33 sièges à pourvoir au conseil municipal (population légale 2022 : 13 132 habitants)
- 16 sièges à pourvoir au conseil communautaire (CC du Val d'Amboise)

| Tête de liste | Tête de liste | Parti(s) | Nuance | Premier tour | Premier tour | Second tour | Second tour | Sièges | Sièges |
| Tête de liste | Tête de liste | Parti(s) | Nuance | Voix         | %            | Voix        | %           | CM     | CC     |
| ------------- | ------------- | -------- | ------ | ------------ | ------------ | ----------- | ----------- | ------ | ------ |

### Azay-sur-Cher
- Maire sortant : Janick Alary (DVG)
- 23 sièges à pourvoir au conseil municipal (population légale 2022 : 3 127 habitants)
- 3 sièges à pourvoir au conseil communautaire (CC Touraine-Est Vallées)

| Tête de liste | Tête de liste | Parti(s) | Nuance | Premier tour | Premier tour | Second tour | Second tour | Sièges | Sièges |
| Tête de liste | Tête de liste | Parti(s) | Nuance | Voix         | %            | Voix        | %           | CM     | CC     |
| ------------- | ------------- | -------- | ------ | ------------ | ------------ | ----------- | ----------- | ------ | ------ |

### Azay-le-Rideau
- Maire sortante : Sylvia Pascaud-Gaurier (DVD)
- 23 sièges à pourvoir au conseil municipal (population légale 2022 : 3 415 habitants)
- 3 sièges à pourvoir au conseil communautaire (CC Touraine Vallée de l'Indre)

| Tête de liste | Tête de liste | Parti(s) | Nuance | Premier tour | Premier tour | Second tour | Second tour | Sièges | Sièges |
| Tête de liste | Tête de liste | Parti(s) | Nuance | Voix         | %            | Voix        | %           | CM     | CC     |
| ------------- | ------------- | -------- | ------ | ------------ | ------------ | ----------- | ----------- | ------ | ------ |

### Ballan-Miré
- Maire sortant : Thierry Chailloux (SE)
- 29 sièges à pourvoir au conseil municipal (population légale 2022 : 8 347 habitants)
- 2 sièges à pourvoir au conseil communautaire (Tours Métropole Val de Loire)

| Tête de liste | Tête de liste | Parti(s) | Nuance | Premier tour | Premier tour | Second tour | Second tour | Sièges | Sièges |
| Tête de liste | Tête de liste | Parti(s) | Nuance | Voix         | %            | Voix        | %           | CM     | CC     |
| ------------- | ------------- | -------- | ------ | ------------ | ------------ | ----------- | ----------- | ------ | ------ |

### Bléré
- Maire sortant : Fabien Nebel (DVC)
- 29 sièges à pourvoir au conseil municipal (population légale 2022 : 5 340 habitants)
- 9 sièges à pourvoir au conseil communautaire (CC Autour de Chenonceau Bléré-Val de Cher)

| Tête de liste | Tête de liste | Parti(s) | Nuance | Premier tour | Premier tour | Second tour | Second tour | Sièges | Sièges |
| Tête de liste | Tête de liste | Parti(s) | Nuance | Voix         | %            | Voix        | %           | CM     | CC     |
| ------------- | ------------- | -------- | ------ | ------------ | ------------ | ----------- | ----------- | ------ | ------ |

### Bourgueil
- Maire sortant : Benoît Baranger (DVG)
- 27 sièges à pourvoir au conseil municipal (population légale 2022 : 3 648 habitants)
- 6 sièges à pourvoir au conseil communautaire (CC Touraine Ouest Val de Loire)

| Tête de liste | Tête de liste | Parti(s) | Nuance | Premier tour | Premier tour | Second tour | Second tour | Sièges | Sièges |
| Tête de liste | Tête de liste | Parti(s) | Nuance | Voix         | %            | Voix        | %           | CM     | CC     |
| ------------- | ------------- | -------- | ------ | ------------ | ------------ | ----------- | ----------- | ------ | ------ |

### Chambray-lès-Tours
- Maire sortant : Christian Gatard (DVG)
- 33 sièges à pourvoir au conseil municipal (population légale 2022 : 11 877 habitants)
- 3 sièges à pourvoir au conseil communautaire (Tours Métropole Val de Loire)

| Tête de liste | Tête de liste | Parti(s) | Nuance | Premier tour | Premier tour | Second tour | Second tour | Sièges | Sièges |
| Tête de liste | Tête de liste | Parti(s) | Nuance | Voix         | %            | Voix        | %           | CM     | CC     |
| ------------- | ------------- | -------- | ------ | ------------ | ------------ | ----------- | ----------- | ------ | ------ |

### Chanceaux-sur-Choisille
- Maire sortant : Christian Druelle (DVD)
- 27 sièges à pourvoir au conseil municipal (population légale 2022 : 3 509 habitants)
- 2 sièges à pourvoir au conseil communautaire (Tours Métropole Val de Loire)

| Tête de liste | Tête de liste | Parti(s) | Nuance | Premier tour | Premier tour | Second tour | Second tour | Sièges | Sièges |
| Tête de liste | Tête de liste | Parti(s) | Nuance | Voix         | %            | Voix        | %           | CM     | CC     |
| ------------- | ------------- | -------- | ------ | ------------ | ------------ | ----------- | ----------- | ------ | ------ |

### Château-Renault
- Maire sortante : Brigitte Dupuis (LR)
- 27 sièges à pourvoir au conseil municipal (population légale 2022 : 4 560 habitants)
- 10 sièges à pourvoir au conseil communautaire (CC du Castelrenaudais)

| Tête de liste | Tête de liste | Parti(s) | Nuance | Premier tour | Premier tour | Second tour | Second tour | Sièges | Sièges |
| Tête de liste | Tête de liste | Parti(s) | Nuance | Voix         | %            | Voix        | %           | CM     | CC     |
| ------------- | ------------- | -------- | ------ | ------------ | ------------ | ----------- | ----------- | ------ | ------ |

### Chinon
- Maire sortant : Jean-Luc Dupont (LR)
- 29 sièges à pourvoir au conseil municipal (population légale 2022 : 8 121 habitants)
- 14 sièges à pourvoir au conseil communautaire (CC Chinon, Vienne et Loire)

| Tête de liste | Tête de liste | Parti(s) | Nuance | Premier tour | Premier tour | Second tour | Second tour | Sièges | Sièges |
| Tête de liste | Tête de liste | Parti(s) | Nuance | Voix         | %            | Voix        | %           | CM     | CC     |
| ------------- | ------------- | -------- | ------ | ------------ | ------------ | ----------- | ----------- | ------ | ------ |

### Cinq-Mars-la-Pile
- Maire sortante : Sylvie Pointreau (DVG)
- 27 sièges à pourvoir au conseil municipal (population légale 2022 : 3 943 habitants)
- 5 sièges à pourvoir au conseil communautaire (CC Touraine Ouest Val de Loire)

| Tête de liste | Tête de liste | Parti(s) | Nuance | Premier tour | Premier tour | Second tour | Second tour | Sièges | Sièges |
| Tête de liste | Tête de liste | Parti(s) | Nuance | Voix         | %            | Voix        | %           | CM     | CC     |
| ------------- | ------------- | -------- | ------ | ------------ | ------------ | ----------- | ----------- | ------ | ------ |

### Descartes
- Maire sortant : Bruno Méreau (SE)
- 23 sièges à pourvoir au conseil municipal (population légale 2022 : 3 289 habitants)
- 6 siège à pourvoir au conseil communautaire (CC Loches Sud Touraine)

| Tête de liste | Tête de liste | Parti(s) | Nuance | Premier tour | Premier tour | Second tour | Second tour | Sièges | Sièges |
| Tête de liste | Tête de liste | Parti(s) | Nuance | Voix         | %            | Voix        | %           | CM     | CC     |
| ------------- | ------------- | -------- | ------ | ------------ | ------------ | ----------- | ----------- | ------ | ------ |

### Esvres
- Maire sortant : Jean-Christophe Gassot (LR)
- 29 sièges à pourvoir au conseil municipal (population légale 2022 : 6 264 habitants)
- 5 sièges à pourvoir au conseil communautaire (CC Tourraine Vallée de l'Indre)

| Tête de liste | Tête de liste | Parti(s) | Nuance | Premier tour | Premier tour | Second tour | Second tour | Sièges | Sièges |
| Tête de liste | Tête de liste | Parti(s) | Nuance | Voix         | %            | Voix        | %           | CM     | CC     |
| ------------- | ------------- | -------- | ------ | ------------ | ------------ | ----------- | ----------- | ------ | ------ |

### Fondettes
- Maire sortant : Cédric de Oliveira (LR)
- 33 sièges à pourvoir au conseil municipal (population légale 2022 : 10 917 habitants)
- 3 sièges à pourvoir au conseil communautaire (Tours Métropole Val de Loire)

| Tête de liste | Tête de liste | Parti(s) | Nuance | Premier tour | Premier tour | Second tour | Second tour | Sièges | Sièges |
| Tête de liste | Tête de liste | Parti(s) | Nuance | Voix         | %            | Voix        | %           | CM     | CC     |
| ------------- | ------------- | -------- | ------ | ------------ | ------------ | ----------- | ----------- | ------ | ------ |

### Joué-lès-Tours
- Maire sortant : Frédéric Augis (LR)
- 39 sièges à pourvoir au conseil municipal (population légale 2022 : 38 432 habitants)
- 10 sièges à pourvoir au conseil communautaire (Tours Métropole Val de Loire)

| Tête de liste | Tête de liste | Parti(s) | Nuance | Premier tour | Premier tour | Second tour | Second tour | Sièges | Sièges |
| Tête de liste | Tête de liste | Parti(s) | Nuance | Voix         | %            | Voix        | %           | CM     | CC     |
| ------------- | ------------- | -------- | ------ | ------------ | ------------ | ----------- | ----------- | ------ | ------ |

### Langeais
- Maire sortant : Fabrice Ruel (PS)
- 27 sièges à pourvoir au conseil municipal (population légale 2022 : 4 370 habitants)
- 7 sièges à pourvoir au conseil communautaire (CC Touraine Ouest Val de Loire)

| Tête de liste | Tête de liste | Parti(s) | Nuance | Premier tour | Premier tour | Second tour | Second tour | Sièges | Sièges |
| Tête de liste | Tête de liste | Parti(s) | Nuance | Voix         | %            | Voix        | %           | CM     | CC     |
| ------------- | ------------- | -------- | ------ | ------------ | ------------ | ----------- | ----------- | ------ | ------ |

### Loches
- Maire sortant : Marc Angenault (DVD)
- 29 sièges à pourvoir au conseil municipal (population légale 2022 : 6 233 habitants)
- 10 sièges à pourvoir au conseil communautaire (CC Loches Sud Touraine)

| Tête de liste | Tête de liste | Parti(s) | Nuance | Premier tour | Premier tour | Second tour | Second tour | Sièges | Sièges |
| Tête de liste | Tête de liste | Parti(s) | Nuance | Voix         | %            | Voix        | %           | CM     | CC     |
| ------------- | ------------- | -------- | ------ | ------------ | ------------ | ----------- | ----------- | ------ | ------ |

### Luynes
- Maire sortant : Bertrand Ritouret (LR)
- 29 sièges à pourvoir au conseil municipal (population légale 2022 : 5 081 habitants)
- 2 sièges à pourvoir au conseil communautaire (Tours Métropole Val de Loire)

| Tête de liste | Tête de liste | Parti(s) | Nuance | Premier tour | Premier tour | Second tour | Second tour | Sièges | Sièges |
| Tête de liste | Tête de liste | Parti(s) | Nuance | Voix         | %            | Voix        | %           | CM     | CC     |
| ------------- | ------------- | -------- | ------ | ------------ | ------------ | ----------- | ----------- | ------ | ------ |

### La Membrolle-sur-Choisille
- Maire sortant : Sébastien Marais (LR)
- 23 sièges à pourvoir au conseil municipal (population légale 2022 : 3 270 habitants)
- 1 siège à pourvoir au conseil communautaire (Tours Métropole Val de Loire)

| Tête de liste | Tête de liste | Parti(s) | Nuance | Premier tour | Premier tour | Second tour | Second tour | Sièges | Sièges |
| Tête de liste | Tête de liste | Parti(s) | Nuance | Voix         | %            | Voix        | %           | CM     | CC     |
| ------------- | ------------- | -------- | ------ | ------------ | ------------ | ----------- | ----------- | ------ | ------ |

### Monnaie
- Maire sortant : Jacques Lemaire (DVD)
- 27 sièges à pourvoir au conseil municipal (population légale 2022 : 4 785 habitants)
- 4 sièges à pourvoir au conseil communautaire (CC Touraine-Est Vallées)

| Tête de liste | Tête de liste | Parti(s) | Nuance | Premier tour | Premier tour | Second tour | Second tour | Sièges | Sièges |
| Tête de liste | Tête de liste | Parti(s) | Nuance | Voix         | %            | Voix        | %           | CM     | CC     |
| ------------- | ------------- | -------- | ------ | ------------ | ------------ | ----------- | ----------- | ------ | ------ |

### Montbazon
- Maire sortante : Sylvie Giner (LR)
- 27 sièges à pourvoir au conseil municipal (population légale 2022 : 4 839 habitants)
- 4 sièges à pourvoir au conseil communautaire (CC Touraine Vallée de l'Indre)

| Tête de liste | Tête de liste | Parti(s) | Nuance | Premier tour | Premier tour | Second tour | Second tour | Sièges | Sièges |
| Tête de liste | Tête de liste | Parti(s) | Nuance | Voix         | %            | Voix        | %           | CM     | CC     |
| ------------- | ------------- | -------- | ------ | ------------ | ------------ | ----------- | ----------- | ------ | ------ |

### Montlouis-sur-Loire
- Maire sortant : Vincent Morette (PS)
- 33 sièges à pourvoir au conseil municipal (population légale 2022 : 11 261 habitants)
- 12 sièges à pourvoir au conseil communautaire (C Touraine-Est Vallées)

| Tête de liste | Tête de liste | Parti(s) | Nuance | Premier tour | Premier tour | Second tour | Second tour | Sièges | Sièges |
| Tête de liste | Tête de liste | Parti(s) | Nuance | Voix         | %            | Voix        | %           | CM     | CC     |
| ------------- | ------------- | -------- | ------ | ------------ | ------------ | ----------- | ----------- | ------ | ------ |

### Monts
- Maire sortant : Laurent Richard (DVG)
- 29 sièges à pourvoir au conseil municipal (population légale 2022 : 8 031 habitants)
- 7 sièges à pourvoir au conseil communautaire (CC Touraine Vallée de l'Indre)

| Tête de liste | Tête de liste | Parti(s) | Nuance | Premier tour | Premier tour | Second tour | Second tour | Sièges | Sièges |
| Tête de liste | Tête de liste | Parti(s) | Nuance | Voix         | %            | Voix        | %           | CM     | CC     |
| ------------- | ------------- | -------- | ------ | ------------ | ------------ | ----------- | ----------- | ------ | ------ |

### Nazelles-Négron
- Maire sortant : Cyrille Martin (DVC)
- 27 sièges à pourvoir au conseil municipal (population légale 2022 : 3 682 habitants)
- 4 sièges à pourvoir au conseil communautaire (CC du Val d'Amboise)

| Tête de liste | Tête de liste | Parti(s) | Nuance | Premier tour | Premier tour | Second tour | Second tour | Sièges | Sièges |
| Tête de liste | Tête de liste | Parti(s) | Nuance | Voix         | %            | Voix        | %           | CM     | CC     |
| ------------- | ------------- | -------- | ------ | ------------ | ------------ | ----------- | ----------- | ------ | ------ |

### Notre-Dame-d'Oé
- Maire sortant : Patrick Lefrançois (DVG)
- 27 sièges à pourvoir au conseil municipal (population légale 2022 : 4 358 habitants)
- 2 sièges à pourvoir au conseil communautaire (Tours Métropole Val de Loire)

| Tête de liste | Tête de liste | Parti(s) | Nuance | Premier tour | Premier tour | Second tour | Second tour | Sièges | Sièges |
| Tête de liste | Tête de liste | Parti(s) | Nuance | Voix         | %            | Voix        | %           | CM     | CC     |
| ------------- | ------------- | -------- | ------ | ------------ | ------------ | ----------- | ----------- | ------ | ------ |

### La Riche
- Maire sortant : Sébastien Clément (DVG)
- 33 sièges à pourvoir au conseil municipal (population légale 2022 : 10 349 habitants)
- 3 sièges à pourvoir au conseil communautaire (Tours Métropole Val de Loire)

| Tête de liste | Tête de liste | Parti(s) | Nuance | Premier tour | Premier tour | Second tour | Second tour | Sièges | Sièges |
| Tête de liste | Tête de liste | Parti(s) | Nuance | Voix         | %            | Voix        | %           | CM     | CC     |
| ------------- | ------------- | -------- | ------ | ------------ | ------------ | ----------- | ----------- | ------ | ------ |

### Rochecorbon
- Maire sortant : Emmanuel Duménil (DVD)
- 23 sièges à pourvoir au conseil municipal (population légale 2022 : 3 220 habitants)
- 1 siège à pourvoir au conseil communautaire (Tours Métropole Val de Loire)

| Tête de liste | Tête de liste | Parti(s) | Nuance | Premier tour | Premier tour | Second tour | Second tour | Sièges | Sièges |
| Tête de liste | Tête de liste | Parti(s) | Nuance | Voix         | %            | Voix        | %           | CM     | CC     |
| ------------- | ------------- | -------- | ------ | ------------ | ------------ | ----------- | ----------- | ------ | ------ |

### Saint-Avertin
- Maire sortant : Laurent Raymond (UDI)
- 33 sièges à pourvoir au conseil municipal (population légale 2022 : 15 075 habitants)
- 4 sièges à pourvoir au conseil communautaire (Tours Métropole Val de Loire)

| Tête de liste | Tête de liste | Parti(s) | Nuance | Premier tour | Premier tour | Second tour | Second tour | Sièges | Sièges |
| Tête de liste | Tête de liste | Parti(s) | Nuance | Voix         | %            | Voix        | %           | CM     | CC     |
| ------------- | ------------- | -------- | ------ | ------------ | ------------ | ----------- | ----------- | ------ | ------ |

### Saint-Cyr-sur-Loire
- Maire sortant : Philippe Briand (LR)
- 33 sièges à pourvoir au conseil municipal (population légale 2022 : 16 766 habitants)
- 4 sièges à pourvoir au conseil communautaire (Tours Métropole Val de Loire)

| Tête de liste | Tête de liste | Parti(s) | Nuance | Premier tour | Premier tour | Second tour | Second tour | Sièges | Sièges |
| Tête de liste | Tête de liste | Parti(s) | Nuance | Voix         | %            | Voix        | %           | CM     | CC     |
| ------------- | ------------- | -------- | ------ | ------------ | ------------ | ----------- | ----------- | ------ | ------ |

### Saint-Martin-le-Beau
- Maire sortant : Alain Schnel (SE)
- 23 sièges à pourvoir au conseil municipal (population légale 2022 : 3 193 habitants)
- 6 sièges à pourvoir au conseil communautaire (CC Autour de Chenonceau Bléré-Val de Cher)

| Tête de liste | Tête de liste | Parti(s) | Nuance | Premier tour | Premier tour | Second tour | Second tour | Sièges | Sièges |
| Tête de liste | Tête de liste | Parti(s) | Nuance | Voix         | %            | Voix        | %           | CM     | CC     |
| ------------- | ------------- | -------- | ------ | ------------ | ------------ | ----------- | ----------- | ------ | ------ |

### Saint-Pierre-des-Corps
- Maire sortant : Olivier Conte (DVD)
- 33 sièges à pourvoir au conseil municipal (population légale 2022 : 15 698 habitants)
- 4 sièges à pourvoir au conseil communautaire (Tours Métropole Val de Loire)

| Tête de liste | Tête de liste | Parti(s) | Nuance | Premier tour | Premier tour | Second tour | Second tour | Sièges | Sièges |
| Tête de liste | Tête de liste | Parti(s) | Nuance | Voix         | %            | Voix        | %           | CM     | CC     |
| ------------- | ------------- | -------- | ------ | ------------ | ------------ | ----------- | ----------- | ------ | ------ |

### Sainte-Maure-de-Touraine
- Maire sortant : Michel Champigny (LR)
- 27 sièges à pourvoir au conseil municipal (population légale 2022 : 4 118 habitants)
- 9 sièges à pourvoir au conseil communautaire (CC Touraine Val de Vienne)

| Tête de liste | Tête de liste | Parti(s) | Nuance | Premier tour | Premier tour | Second tour | Second tour | Sièges | Sièges |
| Tête de liste | Tête de liste | Parti(s) | Nuance | Voix         | %            | Voix        | %           | CM     | CC     |
| ------------- | ------------- | -------- | ------ | ------------ | ------------ | ----------- | ----------- | ------ | ------ |

### Savonnières
- Maire sortante : Nathalie Savaton (DVD)
- 23 sièges à pourvoir au conseil municipal (population légale 2022 : 3 346 habitants)
- 1 siège à pourvoir au conseil communautaire (Tours Métropole Val de Loire)

| Tête de liste | Tête de liste | Parti(s) | Nuance | Premier tour | Premier tour | Second tour | Second tour | Sièges | Sièges |
| Tête de liste | Tête de liste | Parti(s) | Nuance | Voix         | %            | Voix        | %           | CM     | CC     |
| ------------- | ------------- | -------- | ------ | ------------ | ------------ | ----------- | ----------- | ------ | ------ |

### Tours
- Maire sortant : Emmanuel Denis (LÉ)
- 55 sièges à pourvoir au conseil municipal (population légale 2022 : 138 668 habitants)
- 38 sièges à pourvoir au conseil communautaire (Tours Métropole Val de Loire)

| Tête de liste            | Tête de liste      | Parti(s) | Nuance | Premier tour | Premier tour | Second tour | Second tour | Sièges | Sièges |
| Tête de liste            | Tête de liste      | Parti(s) | Nuance | Voix         | %            | Voix        | %           | CM     | CC     |
| ------------------------ | ------------------ | -------- | ------ | ------------ | ------------ | ----------- | ----------- | ------ | ------ |
|                          | Pierre Jouan       | PCF      |        |              |              |             |             |        |        |
|                          | Aleksandar Nikolic | RN       |        |              |              |             |             |        |        |
|                          |                    |          |        |              |              |             |             |        |        |
| Exprimés                 |                    |          |        |              |              |             |             |        |        |
| Votes blancs             |                    |          |        |              |              |             |             |        |        |
| Votes nuls               |                    |          |        |              |              |             |             |        |        |
| Total                    | Total              | Total    | Total  |              | 100          |             | 100         | 55     | 38     |
| Absentions               |                    |          |        |              |              |             |             |        |        |
| Inscrits / participation |                    |          |        |              |              |             |             |        |        |

### Veigné
- Maire sortant : Patrick Michaud (UDI)
- 29 sièges à pourvoir au conseil municipal (population légale 2022 : 6 734 habitants)
- 6 sièges à pourvoir au conseil communautaire (CC Touraine Vallée de l'Indre)

| Tête de liste | Tête de liste | Parti(s) | Nuance | Premier tour | Premier tour | Second tour | Second tour | Sièges | Sièges |
| Tête de liste | Tête de liste | Parti(s) | Nuance | Voix         | %            | Voix        | %           | CM     | CC     |
| ------------- | ------------- | -------- | ------ | ------------ | ------------ | ----------- | ----------- | ------ | ------ |

### Véretz
- Maire sortant : Gilles Augereau (DVD)
- 27 sièges à pourvoir au conseil municipal (population légale 2022 : 4 682 habitants)
- 4 sièges à pourvoir au conseil communautaire (CC Touraine-Est Vallées)

| Tête de liste | Tête de liste | Parti(s) | Nuance | Premier tour | Premier tour | Second tour | Second tour | Sièges | Sièges |
| Tête de liste | Tête de liste | Parti(s) | Nuance | Voix         | %            | Voix        | %           | CM     | CC     |
| ------------- | ------------- | -------- | ------ | ------------ | ------------ | ----------- | ----------- | ------ | ------ |

### La Ville-aux-Dames
- Maire sortant : Alain Bénard (DVD)
- 29 sièges à pourvoir au conseil municipal (population légale 2022 : 5 575 habitants)
- 5 sièges à pourvoir au conseil communautaire (CC Touraine-Est Vallées)

| Tête de liste | Tête de liste | Parti(s) | Nuance | Premier tour | Premier tour | Second tour | Second tour | Sièges | Sièges |
| Tête de liste | Tête de liste | Parti(s) | Nuance | Voix         | %            | Voix        | %           | CM     | CC     |
| ------------- | ------------- | -------- | ------ | ------------ | ------------ | ----------- | ----------- | ------ | ------ |

### Vouvray
- Maire sortante : Brigitte Pineau (SE)
- 23 sièges à pourvoir au conseil municipal (population légale 2022 : 3 397 habitants)
- 3 sièges à pourvoir au conseil communautaire (CC Touraine-Est Vallées)

| Tête de liste | Tête de liste | Parti(s) | Nuance | Premier tour | Premier tour | Second tour | Second tour | Sièges | Sièges |
| Tête de liste | Tête de liste | Parti(s) | Nuance | Voix         | %            | Voix        | %           | CM     | CC     |
| ------------- | ------------- | -------- | ------ | ------------ | ------------ | ----------- | ----------- | ------ | ------ |